# 織田信房 (小幡藩嫡子)
織田 信房（おだ のぶふさ）は、江戸時代中期の上野国小幡藩の世嗣。通称は仁十郎。官位は従五位下・備後守

## 生涯
元禄16年（1703年）、4代藩主・織田信就の長男として江戸にて誕生。
正徳5年（1715年）5月28日、7代将軍・徳川家継に御目見する。享保元年（1716年）12月18日、従五位下備後守に叙任する。享保8年（1723年）4月21日に仙石政明の娘と婚約し、翌享保9年（1724年）9月25日に結納を行う。享保12年（1727年）3月27日、病気のために廃嫡され、代わって弟・信乗が嫡子となった。それ以後、津田丹下と称した。
享保18年（1733年）7月9日小幡において死去。享年31。

## 系譜
- 父：織田信就（1661-1731）
- 母：不詳
- 正室：勝姫 - 仙石政明の娘、のち離縁